# Emmanuel Ier de Crussol
Emmanuel Ier de Crussol épousa en 1601 Claudie Hébrard de Saint-Sulpice, fille de Bertrand d'Ebrard, seigneur de Saint-Sulpice, petite-fille de Jean III Hébrard de Saint-Sulpice, et fut chevalier et commandeur des ordres du roi en 1619.
Par la mort du duc de Montmorency, décapité à Toulouse le 30 octobre 1632, le duc d’Uzès devint le doyen des pairs et prit le titre de premier duc et pair de France.
Il porta les honneurs (la couronne royale) aux obsèques de Louis XIII.